# II. třída okresu Mladá Boleslav
II. třída okresu Mladá Boleslav (Okresní přebor II. třídy) patří společně s ostatními druhými třídami mezi osmé nejvyšší fotbalové soutěže v Česku. Je řízena Okresním fotbalovým svazem Mladá Boleslav. Hraje se každý rok od léta do jara se zimní přestávkou. Účastní se ji 14 týmů z okresu Mladá Boleslav, každý s každým hraje jednou na domácím hřišti a jednou na hřišti soupeře. Celkem se tedy hraje 26 kol. Vítězem se stává tým s nejvyšším počtem bodů v tabulce a postupuje do I.B třídy Středočeského kraje - skupiny A. Poslední dva týmy sestupují do III. třídy okresu Mladá Boleslav. Do II. třídy vždy postupuje vítězný tým z každé ze dvou skupin III. třídy (skupiny A a B).

## Vítězové
| Ročník    | Vítězný tým              |
| --------- | ------------------------ |
| 2003/2004 | SK Bakov nad Jizerou     |
| 2004/2005 | TJF Čechie Čejetice      |
| 2005/2006 | Sokol Luštěnice          |
| 2006/2007 | FK Dlouhá Lhota          |
| 2007/2008 | FK Dlouhá Lhota          |
| 2008/2009 | SK Bělá pod Bezdězem     |
| 2009/2010 | Sokol Pěčice             |
| 2010/2011 | Sokol Pěčice             |
| 2011/2012 | FK Dobrovice B           |
| 2012/2013 | FC Horky nad Jizerou     |
| 2013/2014 | Sokol Kněžmost           |
| 2014/2015 | SK Kosmonosy             |
| 2015/2016 | SK Benátky nad Jizerou B |
| 2016/2017 | Mnichovohradišťský SK B  |
| 2017/2018 | TJ Sokol Chotětov        |
| 2018/2019 |                          |